# Alexanderhof
Alexanderhof ist ein kleines Dorf im Nordosten Brandenburgs im Landkreis Uckermark und ein Ortsteil von Prenzlau mit 300 Einwohnern. Zu Alexanderhof gehören die Gemeindeteile Bündigershof und Ewaldshof.

## Geographie
Das Dorf liegt ca. 99 km nördlich von Berlin und 51 km westlich von Stettin (Polen). Im Süden Alexanderhofs liegen der Rote See, der Große und der Kleine Zinsenpfuhl, der Krumme See und der Wolfspfuhl. Im Westen liegt der Gramzowsee.

## Geschichte
Alexanderhof wurde 1843 als Besitz des Bankiers Alexander Itzig erstmals erwähnt, dem es seinen Namen verdankt. Im Amtsblatt der Regierung in Potsdam heißt es für den 5. Juli 1843: „Dem neu errichteten Vorwerk des Banquiers Itzig bei Prenzlau ist der Name Alexanderhof beigelegt“ Alexanderhof entstand zunächst als Vorwerk auf Ländereien, die vom Gut Grauekloster abgeteilt worden waren.
Im Jahr 1848 vernichtete ein Großfeuer mehrere Ställe aufgrund unzureichender Vorkehrungen für Brandfälle. 1854 erwarb Woldemar von Heyden das Gut. 1857 bekam der Ort eine eigene Polizeiverwaltung, die jedoch heute nicht mehr existiert.
1863 hatte Alexanderhof 124 Einwohner und bestand aus sieben Wohnhäusern und sieben Wirtschaftsgebäuden.
Im Jahr 1866 war es ein Nebengut des Ritterguts Wittenhof, seit etwa 1875 wohnte der Rittergutsbesitzer Wichard von Heyden auf Gut Alexanderhof. 1901 fand man beim Pflügen drei Tongefäße, die mit silbernen Münzen und Schmuck gefüllt waren. Der Gutsbesitzer Ulrich von Heyden wurde 1945 im Rahmen der Bodenreform enteignet und in das Prenzlauer Gefängnis gebracht. Grund und Boden wurden an ehemalige Gutsarbeiter und Flüchtlinge aufgesiedelt. Zuvor hatten schon die Nationalsozialisten dem jüdischstämmigen Adligen mit der Enteignung gedroht und seinen Sohn Wichard wegen dessen Aktivitäten zur Rettung der Dorfbevölkerung vor der herannahenden Front verhaften lassen. Der ehemalige Gutshof wurde nach 1945 zu einer Schule, einer Konsumverkaufsstelle und zu einem Bauernhaus. Im Jahr 1963 wurden 11 Neubauern zur Gründung der Landwirtschaftlichen Produktionsgenossenschaft veranlasst. Die schulische Ausbildung fand ab 1959 teilweise in Prenzlau statt. Von 1955 bis 1960 wurden die Stallungen im Dorf erweitert und ausgebaut.
Im September 2018 wurde das früher repräsentativ gebaute Gutshaus abgerissen, nachdem mehrere Rettungsversuche gescheitert waren.
| Jahr | Einwohner |
| ---- | --------- |
| 1867 | 113       |
| 1955 | 350       |
| 2009 | 204       |

## Wirtschaft und Infrastruktur
Ansässige Branchen
- VVG Versicherungsmakler Vico Galfe
- Wildverarbeitung und Jagdschule RevJM Krüger
- Viehzucht

Verkehrsanbindung

Durch Alexanderhof verläuft nur eine kleine Landstraße in Richtung Prenzlau über Alexanderhöhe (West) und Ewaldshof (Nord). Die Bundesautobahnen 11 und 20 verlaufen in der Nähe des Dorfes. Der Ort besitzt heute eine Bushaltestelle. Dort verkehren Montag bis Freitag Busse der Linie 432 (Prenzlau-Gramzow) im 2-Stunden-Takt zwischen Prenzlau und Alexanderhof. Der nächste internationale Flughafen Stettin-Goleniów liegt ca. 81 km nordöstlich von Alexanderhof.

## Söhne und Töchter
- Ulrich von Heyden (1873–1963), Politiker